# Nicole Hanot
Pour les articles homonymes, voir Hanot.
Nicole Hanot, née à Etterbeek le 27 août 1950, est une artiste belge qui a exercé diverses professions.

## Biographie
Issue d'une famille ouvrière (père mineur borain et mère immigrée italienne), elle entame l'étude de la danse classique dès l'âge de cinq ans dans l'école fondée par les filles de François Ambrosiny à Laeken. Ses professeurs sont ensuite Jane Périphanos, Sana Dolsky, Emilio Altés.
Petit rat au Conservatoire de danse, elle reçoit l'enseignement d'Assaf Messerer et de Monique Querida et participe à plusieurs spectacles de Maurice Béjart (dont Les Quatre Fils Aymon).
Elle suit en même temps des cours de piano et de dessin, puis d'art dramatique avec Henri Chanal. Après des humanités gréco-latines, elle obtient un diplôme d'esthéticienne - profession qu'elle n'exerce jamais, sauf comme maquilleuse.
Elle se perfectionne en danse (classique, espagnole, jazz) à Paris durant près de deux ans, « grâce à des bourses du Ministère de la Communauté française de Belgique ».

### Professorat
À 21 ans, elle fonde sa propre école à Schaerbeek où elle forme Patricia Van Cauwenberghe qui va travailler au Cirque du Soleil puis dans la compagnie Zacatan, et Toúla Limnaios qui devient chorégraphe en Allemagne. Ayant passé les examens d'équivalence au premier prix de conservatoire, elle enseigne aussi dans des académies de musique de la Communauté française de Belgique et en humanités chorégraphiques. À la demande d'Ann Gaytan, elle donne des cours à l'École de la Chanson française de Bruxelles. Elle est aussi professeur aux académies d'été de Neufchâteau.
À 29 ans, elle choisit la remise en question et suit le cursus danse de la FED, asbl dépendant de l'Université catholique de Louvain ; elle en est le premier professeur diplômé (avec grande distinction).
Elle ferme son école en 1991, trois mois avant la naissance de son fils.
Elle retrouve l'enseignement en 2022, comme professeure d'histoire de la danse à la Mosa ballet school de Liège.

### Activités théâtrales et chorégraphiques
Désireuse de travailler dans un théâtre, elle entre au Théâtre du Parvis en 1970 comme employée de bureau mais accède aux coulisses comme habilleuse, puis script, aide-régisseuse et enfin à la scène comme comédienne. Elle joue au Parvis, au Jeune Théâtre de Boitsfort, au Théâtre de Poche, à la Compagnie Yvan Baudouin et à l'Ensemble Théâtral Mobile avec Janine Patrick.
Elle travaille comme chorégraphe dans les compagnies du Jeune Théâtre, notamment pour Marc Liebens, Philippe Sireuil, Philippe van Kessel, Marcel Delval, Benoît Blampain, Isabelle Pousseur ; elle chorégraphie la scène de claquettes de Christian Crahay et la danse de Bruno Cremer dans Falsch des frères Dardenne.
Elle règle toutes les parties dansées du Bourgeois gentilhomme d'Armand Delcampe, avec Yves Pignot,, respectant la fusion des deux arts impliqués dans cette comédie-ballet, les parties chorégraphiques étant bien plus que des intermèdes dans cette comédie de Molière,. Créé à Louvain-la-Neuve en janvier 1990, le spectacle est présenté en tournée internationale et dans quelques festivals, notamment au IVe Printemps des Comédiens à Montpellier,, avant de revenir en Belgique, à Charleroi, à Spa,, et à Arlon.  Sa version chorégraphique est citée dans le Dictionnaire de la danse de Larousse.
Ses activités de chorégraphie l'amènent à participer à plusieurs collaborations, tant en Belgique, qu'en France, comme pour Le Songe d'August Strindberg, joué à Bruxelles, Liège, Marseille et au Festival d'Avignon,.

### Autres activités
En parallèle à ses activités professorales et théâtrales, elle acquiert une pratique du travail de bureau dans diverses firmes jusqu'à devenir administratrice de théâtre pour l'Ensemble Théâtral Mobile.
En 1992, elle s'installe à Hermalle-sous-Huy où elle participe, avec Charles Ménage, à la rénovation et à la réaffectation de la Ferme castrale, ; elle y crée et y gère le syndicat d'initiative, y coordonne les activités des deux musées et de la bibliothèque de la Gourmandise, y veille à l'accessibilité pour les personnes handicapées. Elle écrit dans plusieurs sites internet, sous son nom propre ou sous un pseudonyme.